# Шевченко (Днепровский район)
Шевченко (укр. Шевченко) — посёлок на территории Николаевской сельской общины, Днепровского района Днепропетровской области Украины.
Код КОАТУУ — 1221482008. Население по переписи 2001 года составляло 904 человека.

## Географическое положение
Посёлок Шевченко находится в 1,5 км от села Новое и в 3-х км от села Пашена Балка.